# 中西龍雅
中西 龍雅（なかにし りょうが）は、日本の子役。劇団コスモス児童部所属。

## 出演

### テレビドラマ
- だいすき!!（2008年、TBS.3〜4話）
- 法医学教室の事件ファイル（30)　女医VS水曜日の絞殺魔!（2010年1月9日放送、EX）
- ゲゲゲの女房（2010年、23話、NHK）
- 臨場 第2シーズン（2010年、3話、EX）
- 新参者（2010年）
- 仮面ライダーオーズ（2011年、神林隆）
- 家政婦のミタ（2011年、皆川翼役、NTV）
- 背の眼（2012年3月31日放送、BS日テレ）
- 「背の眼 完全版」（2012年5月13日放送、BS日テレ）

| スタブアイコン | サブスタブ | この項目は、まだ閲覧者の調べものの参照としては役立たない、俳優（男優・女優）に関連した書きかけの項目です。この項目を加筆・訂正などしてくださる協力者を求めています（P:映画/PJ芸能人）。 |